# Брюс Беббітт
Брюс Едвард Беббітт (англ. Bruce Edward Babbitt; нар. 27 червня 1938) — американський політик. Міністр внутрішніх справ США (22 січня 1993 року — 2 січня 2001 року), губернатор Аризони (4 березня 1978 року — 6 січня 1987 року).

## Біографія
Народився у місті Флегстафф (Аризона). Закінчив Університет Нотр-Дам, Ньюкаслський університет і Гарвардську школу права. Одружений з Геррієт Кунс. З 1975 року працював генеральним прокурором штату Аризона, у період 4 березня 1978 року — 6 січня 1987 року обіймав посаду губернатора Аризони (двічі). У 1979 р. працював в уряді Джиммі Картера як комісар у президентській комісії з розслідування інциденту на АЕС Трі-Майл-Айленд. Член-засновник Ради Демократичного лідерства та Голова демократичної асоціації 1985 року. Беббітт намагався стати кандидатом від Демократичної партії на посаду президента США 1988 року. У період 22 січня 1993 року — 2 січня 2001 року обіймав посаду міністра внутрішніх справ США. Після відходу з міністерства обійняв посаду Головного радника Міністерства навколишнього середовища у міжнародну правознавчу компанію Latham & Watkins. 2005 р. написав книгу Міста у пустелі (Cities in the Wilderness).